# Édith Cresson
Édith Cresson (; n. 27 ianuarie 1934, Boulogne-Billancourt, Franța) este o politiciană franceză, prima femeie care a îndeplinit funcția de șef al guvernului francez, în timpul președinției lui François Mitterand, de la 15 mai 1991 până la 2 aprilie 1992. Până în prezent, Édith Cresson este prim-ministrul francez cu cea mai scurtă guvernare din cea de-a Cincea Republică Franceză.

## Tinerețea
Născută la Boulogne-sur-Seine, aproape de Paris, Édith Campion, fiica unui inspector de finanțe, s-a căsătorit în 1959 cu Jacques Cresson, fiu de medic și director cu exportul al constructorului francez de autoturisme Peugeot. Au avut două fiice, Nathalie Cresson și Alexandra Cresson (căsătorită Rocca-Simon).
Diplomată a Școlii de Înalt Învățământ Comercial pentru Fete(HEC-JF, acum HEC Paris), Édith Cresson este titulară a unui doctorat în demografie.
Tatăl său, Gabriel Campion (1896-1959), mare burghez de tendință de stânga (SFIO) era inspector de finanțe. Detașat la ambasada Franței din Belgrad, a devenit apoi director al finanțelor al Secours national, iar apoi președinte al Société française de banque et de dépôts.

## Cariera în industrie
- Inginer economist în diferite cabinete de studii
- După demisia din guvern (aprilie 1992), Édith Cresson devine Președinte Director General (PDG) al unei noi filiale special create pentru ea, a Didier Pineau-Valencienne, Schneider Industrie Service International, specializată în consiliere internațională.

## Mandate politice
- 1977 - 1983 : primar al Thuré

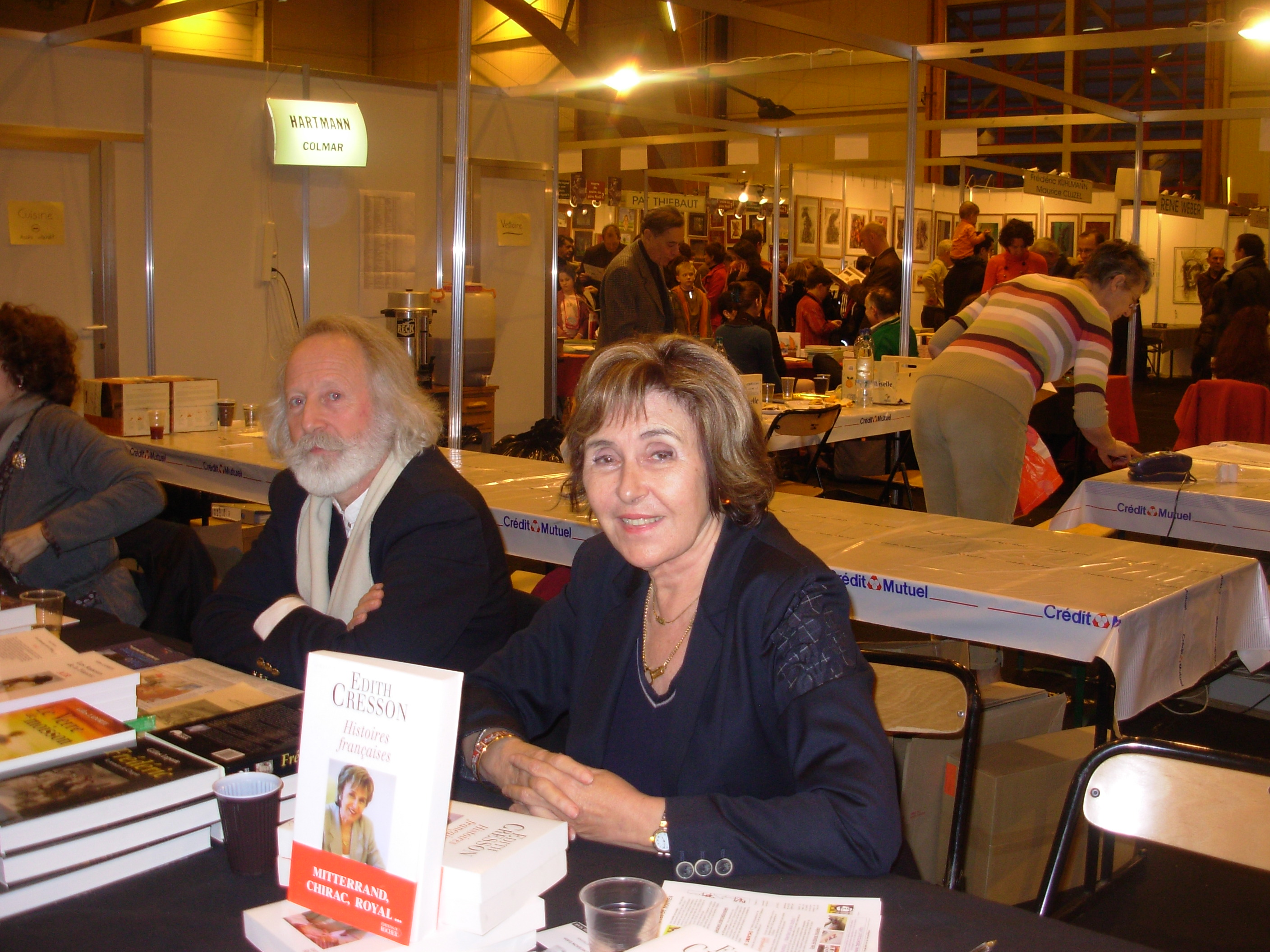
Édith Cresson la Salonul Cărţii de la Colmar, la 25 noiembrie 2007

- 1979 - 1981 : deputat în Parlamentul European
- 1981 - 1986 : deputat de Vienne
- 1981 - 1983 : ministru al Agriculturii, în guvernul Pierre Mauroy (1)
- 1982 - 1998 : consilier general al Vienne
- 1983 - 1997 : primar al Châtellerault
- 1983 - 1984 : ministru al Comerțului Exterior și al Turismului, în guvernul Pierre Mauroy (3)
- 1984 - 1986 : ministru al Redesfășurării Industriale și al Comerțului Exterior, în guvernul condus de Laurent Fabius
- 1986 - 1988 : députat de Vienne
- 1988 - 1990 : ministru al Afacerilor Europene, în guvernul Michel Rocard (2)
- 15 mai 1991 - 2 aprilie 1992: prim-ministru
- 1994 - 1999 : comisar european, însărcinată cu știința, cercetarea și dezvoltarea
- 1997 -2008 : adjunct al primarului din Châtellerault

## Deputat european
- 1979 - 1981: deputat în Parlamentul European

## Mandat de Deputat
- deputat PS de Vienne, aleasă în 1981, realeasă în 1986, realeasă în 1988

## Funcții în Partidul Socialist
- Din 1975 în 1981, Édith Cresson este membră a comitetului director al Partidului Socialist Francez.
- Secretar național al Partidului Socialist Francez (PS) în 1974, însărcinată cu tineretul și cu studenții; membră a comitetului director al PS (1974-1990).